# Långtjärnen (Norra Ny socken, Värmland, 670755-134870)
Långtjärnen är en sjö i Torsby kommun i Värmland och ingår i Göta älvs huvudavrinningsområde. Sjön är 12,7 meter djup, har en yta på 0,113 kvadratkilometer och befinner sig 237,6 meter över havet. Vid provfiske har abborre fångats i sjön.

## Delavrinningsområde
Långtjärnen ingår i det delavrinningsområde (670991-134743) som SMHI kallar för Ovan Iglabäcken. Medelhöjden är 312 meter över havet och ytan är 30,96 kvadratkilometer. Räknas de 5 avrinningsområdena uppströms in blir den ackumulerade arean 159,45 kvadratkilometer. Norsälven (Ljusnan) som avvattnar avrinningsområdet har biflödesordning 2, vilket innebär att vattnet flödar genom totalt 2 vattendrag innan det når havet efter 402 kilometer. Avrinningsområdet består mestadels av skog (83 procent) och sankmarker (12 procent). Avrinningsområdet har 0,17 kvadratkilometer vattenytor vilket ger det en sjöprocent på 0,6 procent.